# Кондрашкин, Вячеслав Михайлович
Вячеслав Михайлович Кондрашкин (28 марта 1941, Сортавала — 19 августа 2014) — советский футболист и хоккеист. Играл в футбол на позиции нападающего и полузащитника. Наиболее известен по игре за футбольный клуб ЦСКА, с которым выиграл бронзовые медали чемпионата СССР 1964 и череповецкий «Металлург», в составе которого провёл более 100 матчей. Мастер спорта (1963).

## Биография
Родители Кондрашкина родом из Череповца, на момент рождения ребёнка жили в Сортавале. Когда Вячеславу исполнился год, Кондрашкины вернулись в Череповец. В школьные годы жил на улице Горького, возле паромного причала (работавшего до постройки Октябрьского моста через Шексну в 1979), играл в футбол за школьную команду «Ласточка», участвовал в обустройстве стадиона (ныне известного как стадион ЧГУ). После школы получил в училище специальность подручного сталевара и работал в мартеновском цеху череповецкого металлургического комбината.
В эти же годы начал заниматься спортом как хоккеист. В конце 1950-х — начале 1960-х был в числе первых хоккеистов череповецкого «Металлурга» (ныне «Северсталь»), игравшего на первенство области и РСФСР. В 1957 был признан сильнейшим хоккеистом Череповца.
Параллельно с хоккеем, начал с 1960 играть и за футбольный «Металлург». Особенно удачным оказался сезон 1961, когда «Металлург» стал вторым в своей зоне класса «Б», а Кондрашкин забил 14 голов, о чём было много публикаций в газетах. Сезон 1962 команда провела неудачно. В 1963 Кондрашкин получил первым среди череповецких футбольных воспитанников получил звание мастера спорта, как отыгравший два года в сборной РСФСР.
В 1963 призван в армию, играл за футбольную и хоккейную команды ленинградского СКА. С футбольной командой которым дошёл до 1/16 Кубка СССР. В этом розыгрыше Кондрашкин забил 2 мяча. В хоккейной команде тренировался у Евгения Бабича, но опыт показал, что Кондрашкин не готов для хоккейной команды мастеров. С этого момента оставил хоккей в пользу футбола. В этом же году был переведён в московский ЦСКА и в этом сезоне успел сыграть за дубль и забить 1 гол.
В сезоне 1964 дебютировал в основе московских армейцев, провёл пять матчей и вместе с командой удостоился бронзовых медалей по итогам сезона. Также в этот год дважды приезжал в родной Череповец на товарищеские матчи ЦСКА с «Металлургом».
В 1965 перешёл в другой армейский клуб — СКА Одесса, только что впервые вышедший в высший дивизион советского футбола, на тот момент называвшийся класс «А», первая группа. Но сыграть за одесситов Кондрашкину не удалось. 27 января 1965 года в ресторане «Море» группа футболистов клуба учинила драку с курсантами мореходного училища. 9 футболистов попали под санкции. Зачинщиками были признаны два экс-игрока ЦСКА, Василий Сарыгин и Кондрашкин, над которыми состоялся суд. Сарыгин получил три года условно, а Кондрашкин 15 суток гауптвахты. Отдельно состоялся совет трудового коллектива, где общественным защитником выступил тренер команды Виктор Фёдоров, а общественным обвинителем журналист Юрий Ваньят. СТК назначил Сарыгину 3 года дисквалификации, а Кондрашкину — один год.
В 1966 после окончания армейской службы и годичной дисквалификации вернулся в родной «Металлург», после играл за винницкий «Локомотив», вологодское «Динамо». В 1968 ненадолго вернулся на металлургический завод, откуда в 1969 снова вернулся в футбол в «Металлург». В 1970 закончил карьеру в командах мастеров в дзержинском «Химике». В 1971 в третий раз вернулся в «Металлург», который в тот год потерял статус команды мастеров и играл на первенство профсоюзного общества «Труд», где занял первое место в зональном и финальном турнире в Череповце.
2 апреля 1975 родился сын Сергей. Как и отец играл в хоккей за череповецкую «Северсталь», но уже на высоком уровне, в Суперлиге. Был выбран «Нью-Йорк Рейнджерс» в 7 раунде драфта НХЛ 1993 и выиграл с молодёжной сборной России бронзу МЧМ 1994, с 2005 работает тренером детских и молодёжных команд команд, сначала «Северстали», потом «СКА-Варяги».
В августе 2014 пришло известие о смерти Вячеслава Кондрашкина.

## Статистика
| Клуб                  | Див              | Сезон            | Чемпионат | Чемпионат | Кубки | Кубки | Итого | Итого |
| Клуб                  | Див              | Сезон            | Игры      | Голы      | Игры  | Голы  | Игры  | Голы  |
| --------------------- | ---------------- | ---------------- | --------- | --------- | ----- | ----- | ----- | ----- |
| Металлург (Череповец) | Б                | 1960             | 28        | 6         | 0     | 0     | 28    | 6     |
| Металлург (Череповец) | Б                | 1961             | 24        | 14        | 3     | 2     | 27    | 16    |
| Металлург (Череповец) | Б                | 1962             | 31        | 7         | 2     | 1     | 33    | 8     |
| Металлург (Череповец) | Итого            | Итого            | 83        | 27        | 5     | 3     | 88    | 30    |
| СКА (Ленинград)       | В                | 1963             | ?         | 2         | ?     | 2     | ?     | 3     |
| СКА (Ленинград)       | Итого            | Итого            | ?         | 2         | ?     | 2     | ?     | 4     |
| ЦСКА                  | A                | 1964             | 5         | 0         | 0     | 0     | 5     | 0     |
| ЦСКА                  | Итого            | Итого            | 5         | 0         | 0     | 0     | 5     | 0     |
| Металлург (Череповец) | В                | 1966             | 30        | 4         | 0     | 0     | 30    | 4     |
| Металлург (Череповец) | Итого            | Итого            | 30        | 4         | 0     | 0     | 30    | 4     |
| Локомотив (Винница)   | Б                | 1967             | 25        | 6         | 0     | 0     | 25    | 6     |
| Локомотив (Винница)   | Итого            | Итого            | 25        | 6         | 0     | 0     | 25    | 6     |
| Динамо (Вологда)      | В                | 1968             | 34        | 8         | 0     | 0     | 34    | 8     |
| Динамо (Вологда)      | Итого            | Итого            | ?         | 4         | 0     | 0     | ?     | 4     |
| Металлург (Череповец) | В                | 1969             | 28        | 4         | 0     | 0     | 28    | 4     |
| Металлург (Череповец) | Итого            | Итого            | 28        | 4         | 0     | 0     | 28    | 4     |
| Химик (Дзержинск)     | Г                | 1970             | ?         | 1         | 0     | 0     | ?     | 1     |
| Химик (Дзержинск)     | Итого            | Итого            | ?         | 1         | 0     | 0     | ?     | 1     |
| Всего за карьеру      | Всего за карьеру | Всего за карьеру | 205+      | 52        | 5+    | 5     | 210+  | 57    |

## Достижения

### Командные
ЦСКА
- Бронзовый призёр чемпионата СССР (1): 1964[источник не указан 770 дней]